# Gonçalo Lopes
Gonçalo Nuno Bértolo Gordalina Lopes (Leiria, 23 de novembro de 1975) é um economista e político português, que assume as funções de Presidente da Câmara Municipal de Leiria desde 2019.
Foi eleito vereador pela primeira vez nas eleições autárquicas de 2009, tendo assumido vários pelouros como a Educação, o Desporto, o Desenvolvimento Económico e a Cultura, tal como o cargo de Vice presidente da Câmara Municipal.
Em 2019, após o Presidente da Câmara Raul Castro se demitir para ser cabeça de lista do Distrito de Leiria pelo Partido Socialista nas eleições legislativas desse ano, Gonçalo Lopes assumiu a presidência do município, tendo sido eleito com maioria absoluta para um mandato completo nas eleições autárquicas de 2021.
Em 2023, foi o mandatário da candidatura de Pedro Nuno Santos à liderança do Partido Socialista. Em setembro de 2024, foi eleito Presidente da Distrital de Leiria do Partido Socialista com 58,5% dos votos, sucedendo a Walter Chicharro.

## Resultados eleitorais

### Eleições autárquicas

#### Câmara Municipal
| Data | Partido     | Partido | Concelho | Posição     | Cl.    | Votos          | %              | Status                                                                                     | Notas                               |
| ---- | ----------- | ------- | -------- | ----------- | ------ | -------------- | -------------- | ------------------------------------------------------------------------------------------ | ----------------------------------- |
| 2009 |             | PS      | Leiria   | 2.º (em 11) | 1.º    | 29 449         | 44,86 / 100,00 | Eleito                                                                                     | Vice-presidente da Câmara Municipal |
| 2013 | 1.º         | PS      | Leiria   | 2.º (em 11) | 26 166 | 46,31 / 100,00 | Eleito         | Vice-presidente da Câmara Municipal                                                        |                                     |
| 2017 | 1.º         | PS      | Leiria   | 2.º (em 11) | 33 782 | 54,46 / 100,00 | Eleito         | Vice-presidente da Câmara Municipal (2017-2019) Presidente da Câmara Municipal (2019-2021) |                                     |
| 2021 | 1.º (em 11) | PS      | Leiria   | 1.º         | 31 658 | 52,47 / 100,00 | Eleito         | Presidente da Câmara Municipal                                                             |                                     |

#### Assembleia de Freguesia
| Data | Partido | Partido | Concelho | Freguesia | Posição     | Cl. | Votos | %              | Status | Notas |
| ---- | ------- | ------- | -------- | --------- | ----------- | --- | ----- | -------------- | ------ | ----- |
| 2005 |         | PS      | Leiria   | Marrazes  | 1.º (em 13) | 2.º | 2 657 | 34,24 / 100,00 | Eleito | [ 7 ] |